# Verenigde Staten op het wereldkampioenschap voetbal 2010
De Verenigde Staten was een van de deelnemende landen aan het wereldkampioenschap voetbal 2010 in Zuid-Afrika. De Verenigde Staten deden voor de negende keer in de geschiedenis mee aan het WK.

## Selectie
| Keepers       |                       |                            |
| 18            | Brad Guzan            | Aston Villa FC             |
| 23            | Marcus Hahnemann      | Wolverhampton Wanderers FC |
| 1             | Tim Howard            | Everton FC                 |
| Verdedigers   |                       |                            |
| 3             | Carlos Bocanegra      | Stade Rennais              |
| 12            | Jonathan Bornstein    | Club Deportivo Guadalajara |
| 6             | Steven Cherundolo     | Hannover 96                |
| 15            | Jay DeMerit           | Watford FC                 |
| 21            | Clarence Goodson      | IK Start                   |
| 5             | Oguchi Onyewu         | AC Milan                   |
| 2             | Jonathan Spector      | West Ham United FC         |
| 7             | DaMarcus Beasley      | Glasgow Rangers            |
| Middenvelders |                       |                            |
| 4             | Michael Bradley       | Borussia Mönchengladbach   |
| 13            | Ricardo Clark         | Eintracht Frankfurt        |
| 8             | Clint Dempsey         | Fulham FC                  |
| 10            | Landon Donovan        | Los Angeles Galaxy         |
| 19            | Maurice Edu           | Glasgow Rangers            |
| 22            | Benny Feilhaber       | Aarhus GF                  |
| 11            | Stuart Holden         | Bolton Wanderers FC        |
| 16            | José Francisco Torres | CF Pachuca                 |
| Aanvallers    |                       |                            |
| 14            | Edson Buddle          | Los Angeles Galaxy         |
| 20            | Robbie Findley        | Real Salt Lake             |
| 9             | Herculez Gomez        | CF Pachuca                 |
| 17            | Jozy Altidore         | Villarreal CF              |
| Bondscoach    |                       |                            |
|               | Bob Bradley           |                            |

## Kwalificatie

### Tweede ronde
In de tweede ronde speelden de twaalf sterkste landen van de CONCACAF tegen een zwakker land in een thuis- en uitwedstrijd waarbij de winnaar doorging naar de derde ronde.
| Datum        | Wedstrijd                   | Locatie                  | Resultaat |
| ------------ | --------------------------- | ------------------------ | --------- |
| 15 juni 2008 | Verenigde Staten - Barbados | Carson, Verenigde Staten | 8-0       |
| 22 juni 2008 | Barbados - Verenigde Staten | Bridgetown, Barbados     | 0-1 (0-9) |

### Derde ronde
De 12 landen die de tweede ronde overleefden speelden verder in 3 groepen van vier landen waarbij de nummers 1 en 2 doorgingen naar de vierde ronde.
| Team               | Wed | W | G | V | DV | DT | +/- | Ptn |
| ------------------ | --- | - | - | - | -- | -- | --- | --- |
| Verenigde Staten   | 6   | 5 | 0 | 1 | 14 | 3  | +11 | 15  |
| Trinidad en Tobago | 6   | 3 | 2 | 1 | 9  | 6  | +3  | 11  |
| Guatemala          | 6   | 1 | 2 | 3 | 6  | 7  | -1  | 5   |
| Cuba               | 6   | 1 | 0 | 5 | 5  | 18 | -13 | 3   |

| 20 augustus 2008  | Guatemala          | 0 - 1 | Verenigde Staten   |
| 6 september 2008  | Cuba               | 0 - 1 | Verenigde Staten   |
| 10 september 2008 | Verenigde Staten   | 3 - 0 | Trinidad en Tobago |
| 11 oktober 2008   | Verenigde Staten   | 6 - 1 | Cuba               |
| 15 oktober 2008   | Trinidad en Tobago | 2 - 1 | Verenigde Staten   |
| 19 november 2008  | Verenigde Staten   | 2 - 0 | Guatemala          |

### Vierde ronde
De zes overgebleven landen speelden in de vierde ronde om vier WK-tickets. De nummers 1,2 en 3 plaatsten zich direct voor de eindronde. De nummer 4 speelde een beslissingswedstrijd tegen de nummer 5 van Zuid-Amerika om één plaats in de eindronde.
| Team               | Wed | W | G | V | DV | DT | +/- | Ptn |
| ------------------ | --- | - | - | - | -- | -- | --- | --- |
| Verenigde Staten   | 10  | 6 | 2 | 2 | 19 | 13 | 6   | 20  |
| Mexico             | 10  | 6 | 1 | 3 | 18 | 12 | 6   | 19  |
| Honduras           | 10  | 5 | 1 | 4 | 17 | 11 | 6   | 16  |
| Costa Rica         | 10  | 5 | 1 | 4 | 15 | 15 | 0   | 16  |
| El Salvador        | 10  | 2 | 2 | 6 | 9  | 15 | -6  | 8   |
| Trinidad en Tobago | 10  | 1 | 3 | 6 | 10 | 22 | -12 | 6   |

| 11 februari 2009 | Verenigde Staten   | 2 - 0 | Mexico             |
| 28 maart 2009    | El Salvador        | 2 - 2 | Verenigde Staten   |
| 1 april 2009     | Verenigde Staten   | 3 - 0 | Trinidad en Tobago |
| 3 juni 2009      | Costa Rica         | 3 - 1 | Verenigde Staten   |
| 6 juni 2009      | Verenigde Staten   | 2 - 1 | Honduras           |
| 12 augustus 2009 | Mexico             | 2 - 1 | Verenigde Staten   |
| 5 september 2009 | Verenigde Staten   | 2 - 1 | El Salvador        |
| 9 september 2009 | Trinidad en Tobago | 0 - 1 | Verenigde Staten   |
| 10 oktober 2009  | Honduras           | 2 - 3 | Verenigde Staten   |
| 14 oktober 2009  | Verenigde Staten   | 2 - 2 | Costa Rica         |

## WK-eindronde
Op 4 december 2009 werd de groepsloting verricht. De Verenigde Staten kwamen terecht in groep C.

### Groep C
|                    |                   |                  |                   |                                                                                      |
| 12 juni 2010 20:30 | Engeland          | 1 – 1            | Verenigde Staten  | Royal Bafokeng Stadion, Rustenburg Toeschouwers: 38.646 Scheidsrechter: Carlos Simon |
| 12 juni 2010 20:30 | Steven Gerrard 4' | Wedstrijdverslag | 40' Clint Dempsey | Royal Bafokeng Stadion, Rustenburg Toeschouwers: 38.646 Scheidsrechter: Carlos Simon |

|                    |                                         |                  |                                        |                                                                              |
| 18 juni 2010 16:00 | Slovenië                                | 2 – 2            | Verenigde Staten                       | Ellispark, Johannesburg Toeschouwers: 45.573 Scheidsrechter: Koman Coulibaly |
| 18 juni 2010 16:00 | Valter Birsa 13' Zlatan Ljubijankič 42' | Wedstrijdverslag | 48' Landon Donovan 82' Michael Bradley | Ellispark, Johannesburg Toeschouwers: 45.573 Scheidsrechter: Koman Coulibaly |

|                    |                      |                  |          |                                                                                           |
| 23 juni 2010 16:00 | Verenigde Staten     | 1 – 0            | Algerije | Loftus Versfeld Stadion, Pretoria Toeschouwers: 35.827 Scheidsrechter: Frank De Bleeckere |
| 23 juni 2010 16:00 | Landon Donovan 90+1' | Wedstrijdverslag |          | Loftus Versfeld Stadion, Pretoria Toeschouwers: 35.827 Scheidsrechter: Frank De Bleeckere |

### Eindstand
| Land             | Wed | Win | Gel | Ver | DV | DT | +/- | Pnt |
| ---------------- | --- | --- | --- | --- | -- | -- | --- | --- |
| Verenigde Staten | 3   | 1   | 2   | 0   | 4  | 3  | 1   | 5   |
| Engeland         | 3   | 1   | 2   | 0   | 2  | 1  | 1   | 5   |
| Slovenië         | 3   | 1   | 1   | 1   | 3  | 3  | 0   | 4   |
| Algerije         | 3   | 0   | 1   | 2   | 0  | 2  | -2  | 1   |

### Achtste finale
|                    |                           |       |                                          |                                                                                       |
| 26 juni 2010 20:30 | Verenigde Staten          | 1 – 2 | Ghana                                    | Royal Bafokeng Stadion, Rustenburg Toeschouwers: 34.976 Scheidsrechter: Viktor Kassai |
| 26 juni 2010 20:30 | Landon Donovan 62' (pen.) |       | 5' Kevin-Prince Boateng 93' Asamoah Gyan | Royal Bafokeng Stadion, Rustenburg Toeschouwers: 34.976 Scheidsrechter: Viktor Kassai |

USSF · A-internationals · Selecties · Bondscoaches · Amerikaans vrouwenelftal · Olympisch elftal · USA -21 · USA -20 · USA -19 · USA -18 · USA -17
1885 – 1919 · 
1920 – 1929 · 
1930 – 1939 · 
1940 – 1949 · 
1950 – 1959 · 
1960 – 1969 · 
1970 – 1979 · 
1980 – 1989 · 
1990 – 1999 · 
2000 – 2009 · 
2010 – 2019 ·
2020 − 2029
CA 1993 · 
CA 1995 · 
CA 2007 · 
CA 2016
CC 1992 · 
CC 1999 · 
CC 2003 · 
CC 2009
WK 1930 · 
WK 1934 · 
WK 1950 · 
WK 1990 · 
WK 1994 · 
WK 1998 · 
WK 2002 · 
WK 2006 · 
WK 2010 · 
WK 2014
OS 1904 · 
OS 1924 · 
OS 1928 · 
OS 1936 · 
OS 1948 · 
OS 1952 · 
OS 1956 · 
OS 1972 · 
OS 1984 · 
OS 1988 · 
OS 1992 · 
OS 1996 · 
OS 2000 · 
OS 2008
Algerije ·
Antigua en Barbuda ·
Argentinië ·
Armenië ·
Australië ·
Azerbeidzjan ·
Barbados ·
België ·
Belize ·
Bermuda ·
Bolivia ·
Bosnië en Herzegovina ·
Brazilië ·
Canada ·
Chili ·
China ·
Colombia ·
Costa Rica ·
Cuba ·
Curaçao ·
Denemarken ·
DDR ·
Duitsland ·
Ecuador ·
Egypte ·
El Salvador ·
Engeland ·
Estland ·
Finland ·
Frankrijk ·
Ghana ·
GOS ·
Grenada ·
Griekenland ·
Guatemala ·
Guyana ·
Haïti ·
Honduras ·
Hongarije ·
Ierland ·
IJsland ·
Iran ·
Israël ·
Italië ·
Ivoorkust ·
Jamaica ·
Japan ·
Joegoslavië ·
Kaaimaneilanden ·
Kameroen ·
Koeweit ·
Letland ·
Liechtenstein ·
Luxemburg ·
Malta ·
Marokko ·
Martinique ·
Mexico ·
Moldavië ·
Nederland ·
Nederlandse Antillen ·
Nicaragua ·
Nieuw-Zeeland ·
Nigeria ·
Noord-Ierland ·
Noord-Korea ·
Noord-Macedonië ·
Noorwegen ·
Oekraïne ·
Oezbekistan ·
Oman ·
Oostenrijk ·
Panama ·
Paraguay ·
Peru ·
Polen ·
Portugal ·
Puerto Rico ·
Qatar ·
Roemenië ·
Rusland ·
Saint Kitts en Nevis ·
Saint Vincent en de Grenadines ·
Saoedi-Arabië ·
Schotland ·
Servië ·
Slovenië ·
Slowakije ·
Sovjet-Unie ·
Spanje ·
Thailand ·
Trinidad en Tobago ·
Tsjechië ·
Tsjecho-Slowakije ·
Tunesië ·
Turkije ·
Uruguay ·
Venezuela ·
Wales ·
Zuid-Afrika ·
Zuid-Korea ·
Zweden ·
Zwitserland
Algerije (2010) ·
België (2014) ·
Brazilië (2009, 2) ·
Duitsland (2014) ·
Engeland (2010) ·
Ghana (2006) · 
Ghana (2014) · 
Italië (2006) · 
Nederland (2022) ·
Portugal (2014) ·
Slovenië (2010) ·
Tsjechië (2006)